# Törökszákos község
Törökszákos község (románul: Comuna Sacoșu Turcesc) község Temes megyében, Romániában. Központja Törökszákos, beosztott falvai Felsősztamora, Iklód, Temesberény, Temesújlak, Temesújnép, Ötvösd.

## Népessége
A 2011-es népszámlálás adatai alapján a község népessége 3307 fő volt.